# 佳能IXUS i

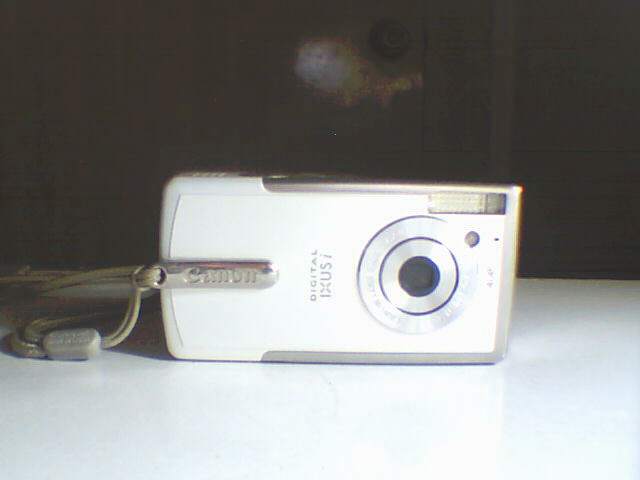
Canon DIGITAL IXUS i数码照机正面观

Canon Digital IXUS i是佳能公司于2004年年底推出的一宽小巧玲珑的数码像机，其小巧和高分辨率获得了广大用户的喜爱。

## 产品参数
- 有效像素：400万
- 感光元件：CCD
- 数字变焦：5.7倍
- 光学变焦：不支持
- 最大分辨率：2272×1704
- 显示屏：1.5英寸低温多晶硅
- 语言：支持显示包括中文在内的12种语言
- 镜头：6.4mm f/2.8 可收回定焦
- 闪光灯：有
- 微距功能：支持，最近 3cm
- 摄像功能：支持
- 存储卡：支持，SD存储卡。
- 直接打印：支持，并且支持PictBridge

## 特点
- 支持5点AiAF技术，能确保图像的清晰和完整。